# Ernesto De Fiori
Ernesto De Fiori (Roma, 12 de dezembro de 1884 — São Paulo, 24 de abril de 1945) foi um pintor, desenhista e escultor ítalo-brasileiro.